# System zarządzania pakietami

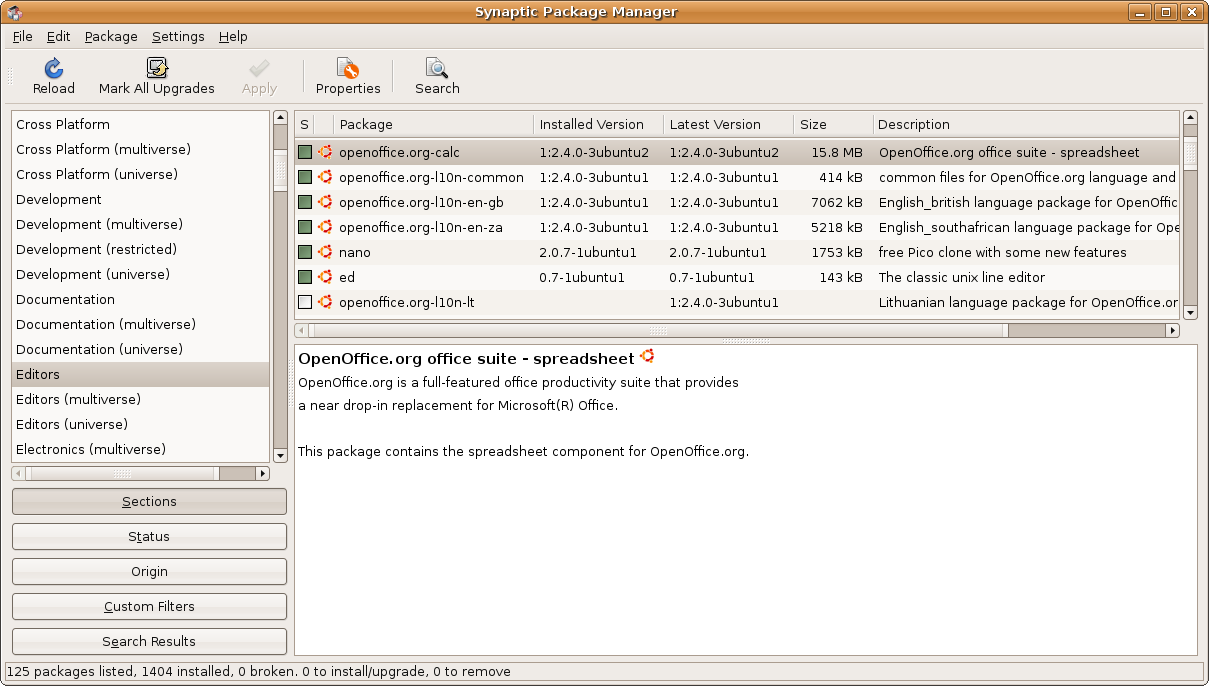
Synaptic Package Manager

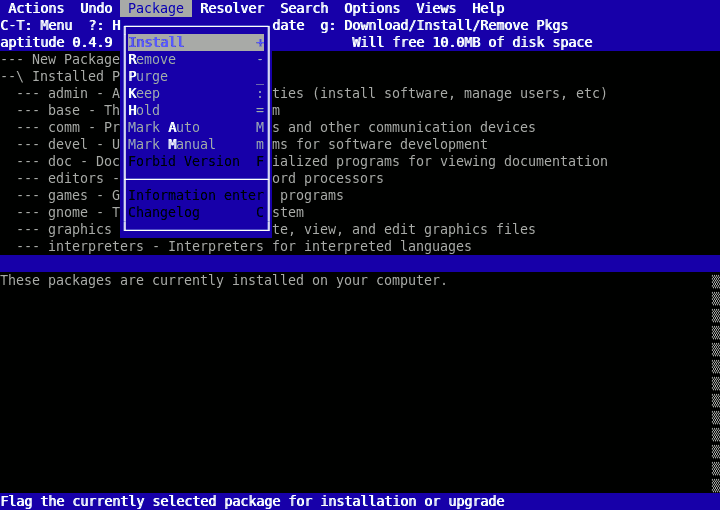
Zarządca pakietów aptitude

System zarządzania pakietami – zestaw narzędzi służących do automatycznej instalacji, aktualizacji, konfiguracji i usuwania pakietów oprogramowania. Korzystanie z zarządcy pakietów różni się od instalowania pojedynczych pakietów ręcznie tym, iż zarządca zwykle obsługuje zależności i potrafi ściągnąć z Internetu wymagane pakiety. Termin ten jest najczęściej stosowany w odniesieniu do systemów typu Unix.
| Nazwa(-y)               | Pakiety               | System(-y)                                  | Uwagi                             |
| ----------------------- | --------------------- | ------------------------------------------- | --------------------------------- |
| apt, aptitude, dselect  | deb                   | Debian, Ubuntu                              |                                   |
| YUM                     | RPM                   | Yellow Dog Linux, Fedora Core, SuSE, CentOS |                                   |
| urpmi                   | RPM                   | Mandriva Linux                              |                                   |
| poldek                  | RPM                   | PLD                                         |                                   |
| YaST                    | RPM                   | SuSE                                        |                                   |
| Zypper                  | RPM                   | Opensuse                                    |                                   |
| pacman                  | tar                   | NND i Arch Linux                            |                                   |
| Porty, pkg              | tar                   | FreeBSD                                     |                                   |
| Portage                 | tar                   | Gentoo                                      |                                   |
| Pkgsrc                  | tar                   | NetBSD                                      |                                   |
| Software Distributor    | depot                 | HP-UX                                       |                                   |
| swaret, slapt-get       | tgz                   | Slackware                                   | aplikacje dodatkowe, nieoficjalne |
| Updateos                | TGZex                 | KateOS                                      |                                   |
| Bower                   | biblioteki JavaScript | Niezależny                                  |                                   |
| npm                     | biblioteki JavaScript | Niezależny                                  |                                   |
| Composer                | biblioteki php        | Niezależny                                  |                                   |
| Windows Package Manager | EXE, MSI              | Windows 10                                  |                                   |